# Monochamini
Los monocaminos (Monochamini) son una tribu de coleópteros crisomeloideos de la familia Cerambycidae. Alguna taxonomías lo incluyen en Lamiini.
Es una tribu numerosa de distribución mundial, principalmente paleotropical. Cuenta con alrededor de 1,540 especies en alrededor de 270 géneros.

## Géneros
- Acalolepta
- Annamanum
- Anoplophora
- Astynoscelis
- Hebestola
- Microgoes
- Monochamus
- Neoptychodes
- Paraleprodera
- Plectrodera
- Taeniotes